# Germaine Dulac
Pour les articles homonymes, voir Dulac, Saisset et Schneider.
Germaine Dulac, née Charlotte Élisabeth Germaine Saisset-Schneider le 17 novembre 1882 à Amiens et morte le 20 juillet 1942 dans le 17e arrondissement de Paris, est une réalisatrice, productrice et scénariste française.
Dulac a réalisé plus de trente films de fiction, dont beaucoup marquent de nouvelles tendances cinématographiques, de l'impressionnisme à l'abstraction. Elle est une des pionnières du cinéma de la première avant-garde.

## Biographie
Germaine Saisset-Schneider naît en 1882 à Amiens. Ses parents sont Madeleine Claire Waymel, et le général Maurice Saisset-Schneider. Elle épouse en 1905 Albert Dulac, agronome socialiste et futur romancier. Pendant son mariage, Dulac a une relation professionnelle et intime avec la danseuse, pantomime et actrice Stacia Napierkowska, qui influence fortement son rapport à l'image et au cinéma.
Sa vie professionnelle commence en 1906 au journal féministe La Française  dirigé par Jane Misme où, jusqu'en 1913, « elle rédige principalement des portraits de femmes et des critiques de théâtre ». Ces portraits de «femmes d'action», romancières, artistes et militantes sociales, préparent son point de vue de réalisatrice sur le genre.
Entre 1907 et 1915, elle écrit  une dizaine de pièces de théâtre parmi lesquelles : Le Bonheur est chose légère, Le Fantôme, Les Pieuvres, Le Jardin magnifique, et L’Emprise, lui donnant une assise théâtrale qui lui servira lors de la réalisation de ses premiers films.
Elle se consacre au cinéma dès 1915, en pleine première guerre mondiale, où le titre de son film Les Sœurs ennemies fait écho aux préoccupations féministes secouées par le conflit. La même année, elle devient secrétaire-générale de l'organisation La Croisade des femmes françaises et soutient plusieurs comités de veuves de guerre.
Ses premiers efforts cinématographiques ayant été réalisés pendant cette période, beaucoup de pellicules ont disparu et sont considérées comme des films perdus.
En 1916, elle fonde avec Irène Hillel-Erlanger une maison de production, la « DH Films ».
Elle manifeste son talent pour les émotions dans des films écrits par Irène Hillel-Erlanger, tels Les Sœurs ennemies (1915), Géo le mystérieux (1917). En 1917, elle réalise Venus Victrix (1917), dans lequel Napierkowska joue Djali, une envoûtante danseuse hindoue.
Elle réalise, d'après un scénario de son ami Louis Delluc, La Fête espagnole (1919), et devient l'une des personnalités marquantes de la première avant-garde du cinéma.
En 1918, elle écrit, produit, et réalise une série de six épisodes, Âmes de fous, avec Ève Francis.
Dès 1920, elle publie de nombreux écrits historiques aux vues nouvelles et pénétrantes. La même année, elle se sépare de son mari. 
Après La Mort du soleil (1921), elle accomplit son chef-d’œuvre avec La Souriante Madame Beudet (1923), critique de la vie conjugale petite-bourgeoise ou, en termes modernes, de « l'incommunicabilité du couple ».
Après 1924, elle milite aussi avec ardeur pour répandre l'amour du cinéma et contribue à développer les ciné-clubs. Plus tard, elle rejoint la « seconde avant-garde », avec La Coquille et le Clergyman (1928) (d'après Antonin Artaud), puis elle réalise des symphonies d'images, alliées à la musique, avec Disque 957 (1927) (d'après Chopin) ou Thèmes et Variations (1928).
Quand le cinéma sonore empêche dorénavant une production totalement indépendante, elle préfère se consacrer aux actualités. Elle entre chez Gaumont en 1931. De 1933 à 1940, elle est directrice adjointe des Actualités Gaumont,. Présidente de la section Cinéma du Conseil national des femmes françaises dans les années 1930, elle meurt à Paris le 20 juillet 1942.
Elle est inhumée au cimetière du Père-Lachaise (74e division).

## Théoricienne du cinéma
Elle est parmi les premières en France à envisager le cinéma comme un grand art. Résolument féministe, Dulac se démarque par sa défense du cinéma comme puissant outil visuel et socio-politique.
Des années 1900 à 1930, Germaine Dulac publie des articles sur le cinéma et contribue à en donner une vision d'un art à part entière, parmi lesquels «Comment je suis devenue ‘metteur en scène’ cinématographique», «Le Mouvement créateur de l’action», ainsi que des entretiens et des critiques.
Elle laisse inachevé un manuscrit inédit à la ligne d'enquête socio-esthétique. Elle y décrit son approche du cinéma en tant que forme transcendantale de musique visuelle, capable de réelles transformations sociales. Son introduction, «Qu'est-ce que le cinéma ?», fait écho à ses premiers écrits critiques, jusqu'à ses textes des années 1930 sur le potentiel du film d'actualité en tant que «cinéma pur», «préfigurant à certains égards le célèbre traité en quatre volumes du même nom du théoricien du cinéma réaliste esthétique André Bazin (1958-1962)».
C'est autour de sa pensée et de son oeuvre que se sont cristallisés en grande partie les principes sur lesquels une intelligence du cinématographe peut s'appuyer pour se grandir (Marcel L'Herbier).

## Vie privée

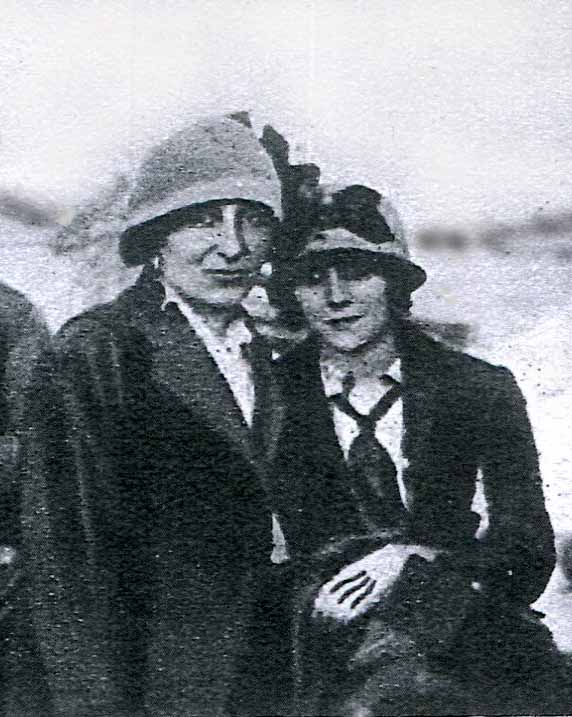
Germaine Dulac Stacia Napierkowska photographiées en Italie en 1917.

Dans les années 1920, Germaine Dulac s'installe dans une relation avec la réalisatrice Marie-Anne Colson-Malleville (née Mareau), qui dure jusqu'à la fin de sa vie,. À sa mort, celle-ci fait don des archives professionnelles et personnelles de Dulac à la Cinémathèque française.
Le conseiller d'État Raymond Saisset-Schneider est son oncle.

## Filmographie

### Comme réalisatrice
- 1915 : Les Sœurs ennemies (court métrage)[4] ;
- 1916 : Géo, le mystérieux (court métrage)[10] ;
- 1916 : La lumière du cœur (court métrage)[4] ;
- 1916 : Venus Victrix / Dans l’ouragan de la vie (moyen métrage)[10],[4] ;
- 1917 : Mise-en-scène (Le Film)[5] ;
- 1918 : La Jeune Fille la plus méritante de France (court métrage)[4] ;
- 1918 : Âmes de fous (film à épisodes)[10] ;
- 1918 : Le Bonheur des autres (court métrage)[4] ;
- 1919 : La Cigarette (moyen métrage)[5] ;
- 1919 : La Fête espagnole[10],[5] ;
- 1920 : Malencontre (court métrage)[22] ;
- 1920 : La Belle Dame sans merci[22] ;
- 1921 : La Mort du soleil[10] ;
- 1922 : Werther (court métrage inachevé)[4] ;
- 1923 : La Souriante Madame Beudet[22] ;
- 1923 : Gossette (film à épisodes)[22] ;
- 1924 : Le Diable dans la ville[10] ;
- 1924 : Âme d'artiste[22] ;
- 1925 : La Folie des vaillants[22] ;
- 1925 : Le réveil[4] ;
- 1926 : Antoinette Sabrier[22] ;
- 1927 : L'Invitation au voyage (moyen métrage)[10] ;
- 1927 : La Coquille et le Clergyman (moyen métrage)[22] ;
- 1928 : Thèmes et Variations (court métrage) ;
- 1928 : La Princesse Mandane[22] ;
- 1928 : La Germination d'un haricot (court métrage)[10] ;
- 1928 : Disque 957 (court métrage)[10] ;
- 1929 : Étude cinégraphique sur une arabesque (court métrage)[4] ;
- 1930 : Danses espagnoles (court métrage)[4] ;
- 1930 : Ceux qui ne s'en font pas  (court métrage)[4] ;
- 1930 : Celles qui s'en font (court métrage illustrant deux chansons de Fréhel) avec Lilian Constantini et Georges Vallée[4] ;
- 1934 : Je n'ai plus rien (court métrage)[4] ;
- 1935[23] : Le Cinéma au service de l'histoire (documentaire)[4].

### Scénariste
- 1923 : La Porteuse de pain (film à épisodes) adaptation et scénario[4] ;
- 1924 : Âme d'artiste ;
- 1927 : L'Invitation au voyage[4] ;
- 1927 : Antoinette Sabrier[4].

## Publications
- Germaine Dulac, Écrits sur le cinéma (1919-1937), textes réunis par Prosper Hillairet, Paris Expérimental, 1994.
- Germaine Dulac, Qu'est-ce que le cinéma ?, textes réunis par Clément Lafite et Tami Williams, Light Cone, 2020 [présentation en ligne].
- Germaine Dulac, Avez-vous peur du cinéma ? Chroniques (1919-1931) et scénarios inédits, coll. Feux, Æncrages & Co, 2024.

## Évènementiel

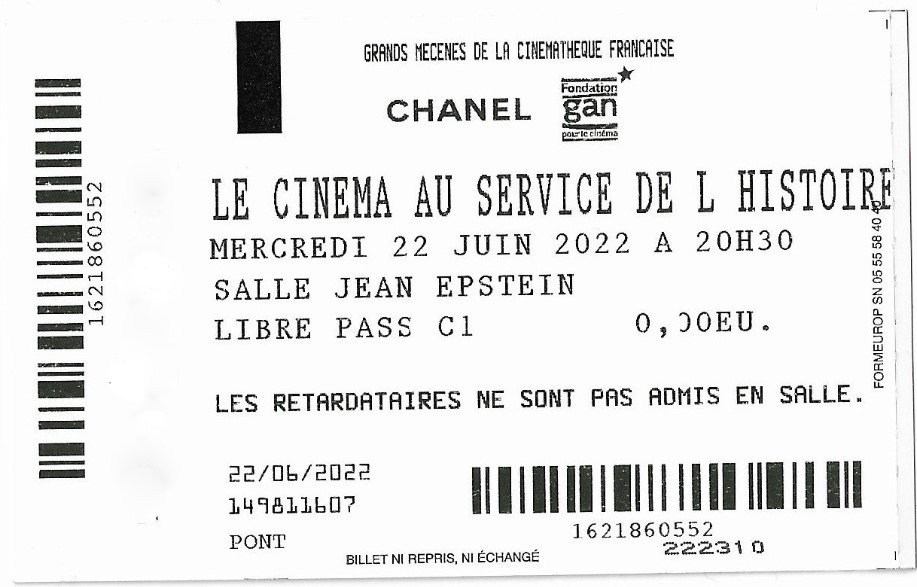
Billet pour la séance du documentaire Le Cinéma au service de l'Histoire du 22 juin 2022 à la Cinémathèque française, dans le cadre de la rétrospective Germaine Dulac.

Durant l'année 2005, le musée d'Orsay présente une rétrospective de Germaine Dulac.
En juin 2022, la Cinémathèque française lui dédie une rétrospective, proposant des séances de l'intégralité de ses films.

## Galerie

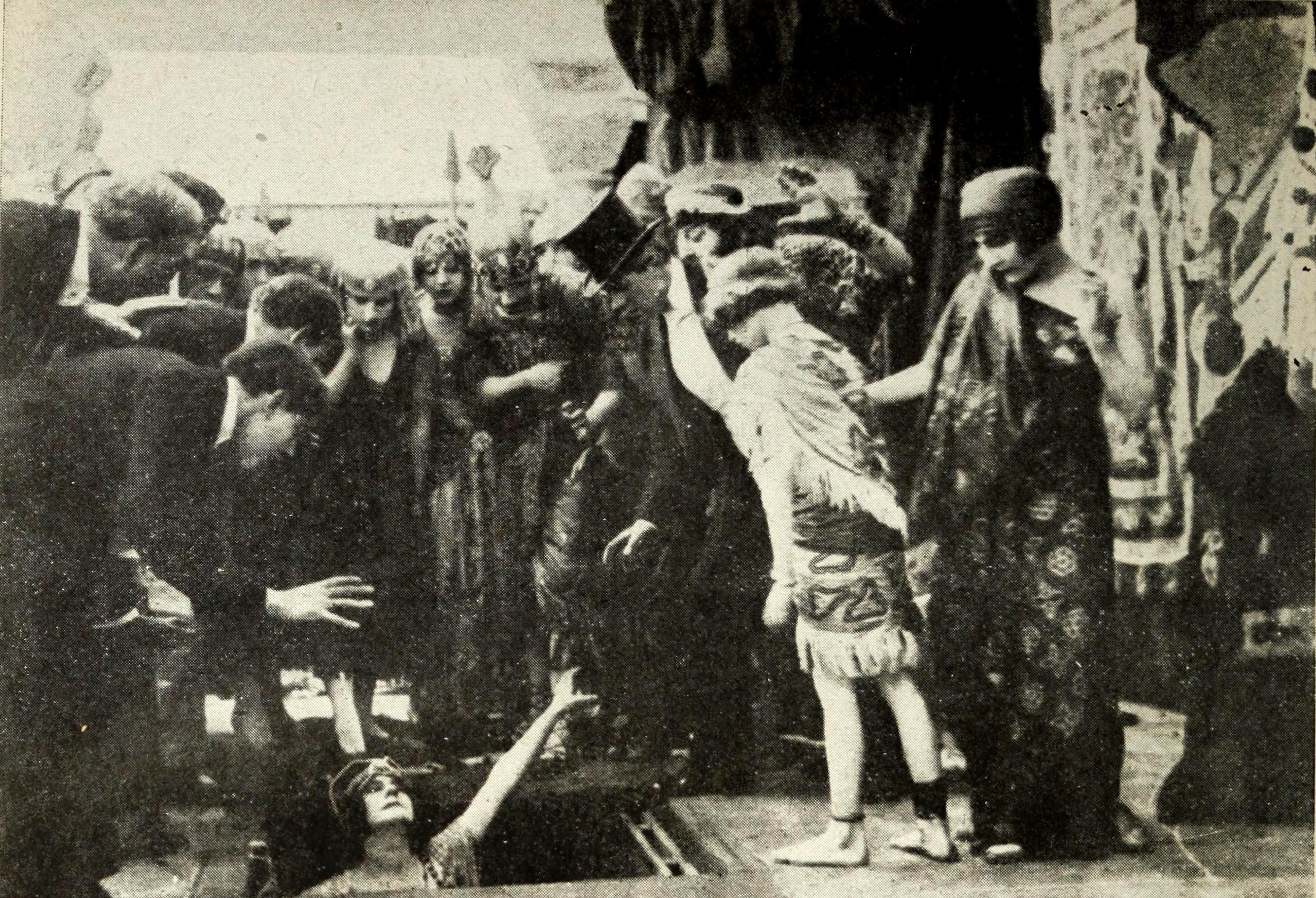
Scène de Venus Victrix (1916).
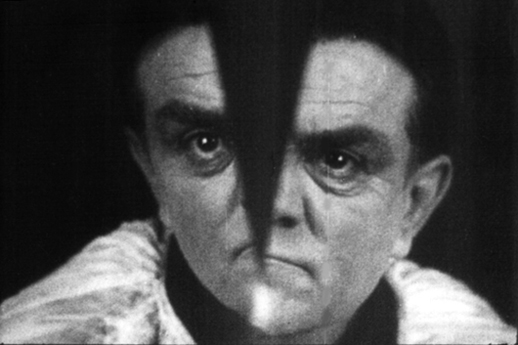
Scène de La Coquille et le Clergyman (1928).
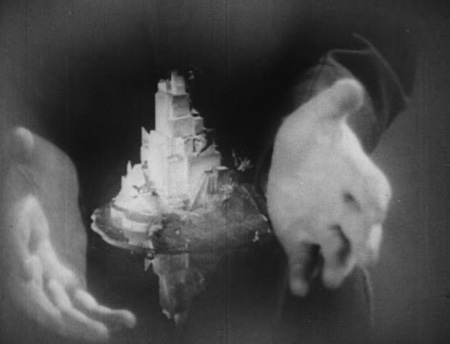
Scène de La Coquille et le Clergyman (1928).
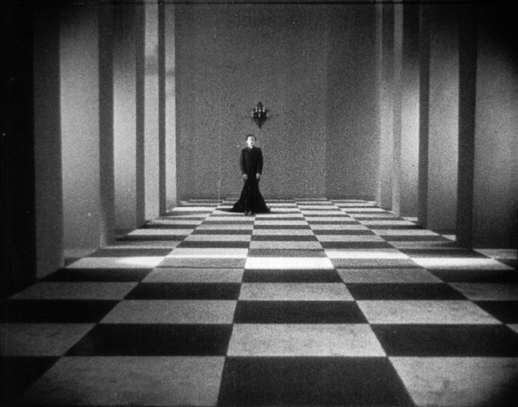
Scène de La Coquille et le Clergyman (1928).
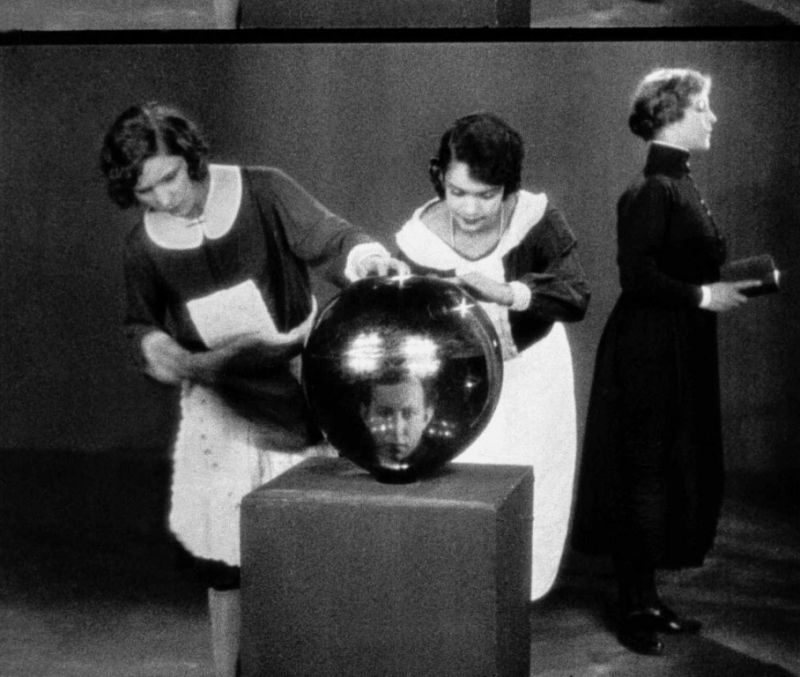
Scène de La Coquille et le Clergyman (1928).

- Vidéos
- La Souriante Madame Beudet (1923).
- L'Invitation au voyage (1927).
- La Coquille et le Clergyman (1928).

## Source et références

### Sources
- Valérie Vignaux (dir.), Association française de recherche sur l'histoire du cinéma (AFRHC), Dictionnaire du cinéma français des années vingt : lettre « D », vol. 33 (revue d’histoire du cinéma), Paris, Ministère de la Culture, Centre national du cinéma et de l'image animée (CNC) et Centre national du livre (CNL), coll. « 1895 - Mille huit cent quatre-vingt-quinze » (réimpr. 2001) (1re éd. 1984) (présentation en ligne, lire en ligne), p. 137-166. .
- (en) Tami Williams, Germaine Dulac: A Cinema of Sensations., Chicago, University of Illinois Press, 2014, 337 p. (ISBN 9780252079979, lire en ligne)